# Rhamnus mongolica
Rhamnus mongolica är en brakvedsväxtart som beskrevs av Yi Zhi Zhao och L.Q.Zhao. Rhamnus mongolica ingår i släktet getaplar, och familjen brakvedsväxter. Inga underarter finns listade i Catalogue of Life.